# Le Casanova de Fellini
Pour les articles homonymes, voir Casanova (homonymie).
 (février 2012).
Si vous disposez d'ouvrages ou d'articles de référence ou si vous connaissez des sites web de qualité traitant du thème abordé ici, merci de compléter l'article en donnant les références utiles à sa vérifiabilité et en les liant à la section « Notes et références ».
Pour plus de détails, voir Fiche technique et Distribution.
Le Casanova de Fellini (Il Casanova di Federico Fellini) est un film italien de Federico Fellini sorti en 1976 et proposant une version de la vie de Giacomo Casanova, aventurier, grand séducteur, espion et écrivain.
Librement inspiré de l'Histoire de ma vie de Casanova, le projet de Fellini est de retourner négativement l'image du grand séducteur italien. Les obsessions sexuelles felliniennes ne se reconnaissent pas dans un personnage perçu explicitement par le réalisateur comme puéril et égoïste.
Tourné entièrement dans les studios Cinecittà à Rome, le film remporte l'Oscar de la meilleure création de costumes 1977 qui revient à Danilo Donati.

## Synopsis
Le film nous propose une vision réinventée de la vie de Casanova, celle très précisément allant de son emprisonnement dans la prison des Plombs à son extrême vieillesse en Bohême, au château de Dux (aujourd'hui Duchcov, République tchèque) dans l'Europe du XVIIIe siècle.
Il s'ouvre sur une scène du carnaval de Venise, dans le tapage, les feux d'artifice et la nuit. Casanova y reçoit un billet lui donnant un mystérieux rendez-vous. Il doit se rendre, seul, sur un îlot. Là, il devra saillir une nonne pour le plaisir d'un voyeur anonyme. Ce dernier s'avère être l'abbé de Bernis, ambassadeur du royaume de France auprès de la république de Venise : Casanova espère alors nouer des relations politiques avec Bernis, mais ce dernier n'était intéressé que par les prouesses sexuelles du séducteur.
En rentrant de ce rendez-vous, Casanova est arrêté, puis jugé pour magie noire, possession de livres mis à l'Index et mépris de la religion. En prison, il se remémore l'un de ses rendez-vous galants, suivi d'une scène où il réussit, mieux qu'un médecin et ses saignées, à ranimer une jeune fille.
Après s'être évadé de la prison des Plombs, Casanova se sait condamné à quitter la ville de Venise et à courir l'Europe. Une première scène présente Casanova à Paris, invité à un dîner de philosophes ; il doit ensuite honorer la vieille marquise d'Urfé, au prétexte d'une opération d'alchimie.
Deux ans plus tard, de passage à Forlì, il rencontre une jeune femme, Henriette, qui voyage déguisée en homme. C'est une aventurière qui lui ressemble et qui, projection féminine de lui-même, l'a rendu amoureux sans espoir de retour. Lors d'une soirée animée surtout par le très original marquis du Bois, elle plonge l'assemblée et surtout Casanova dans une profonde mélancolie en jouant à la perfection du violoncelle. Après que la jeune femme a quitté Parme à la sauvette, Casanova, que le marquis du Bois tente en vain de consoler, sombre dans un profond désespoir, que la voix off résout en une ellipse narrative de trois ans.
Arrivé à Londres, où il attrape la vérole, abandonné par ses amantes avec toutes ses valises au milieu d'un pont, Casanova se résout à se suicider en se jetant dans la Tamise aux eaux tourbillonnantes. Alors qu'il se retrouve au milieu du fleuve trop peu profond, il aperçoit le spectacle d'une géante accompagnée de deux nains, qui l'intrigue et le fait renoncer à son projet. Il découvre un cirque ambulant où trône une baleine artificielle. Le passage dans la baleine, qui rappelle le ventre maternel, lui fait l'effet d'une renaissance. Il assiste au bain de la géante, une autre figure maternelle alliant la force face aux hommes à la douceur d'une berceuse.
À Rome, après avoir rencontré le pape et lui avoir tant baisé la main qu'il en ressemble à un petit chien, Casanova est invité à un festin à la Trimalcion au cours duquel il fait la démonstration de ses performances sexuelles qui enthousiasment les convives.
En Suisse, après avoir tourné de l'œil en assistant à une scène de préparation d'insectes chez un pharmacien, il fait la cour à une des filles du pharmacien, mais celle-ci voit clair dans son jeu et se moque de lui. À l'auberge, après avoir attendu vainement cette Isabelle, il opte plutôt pour une orgie avec une ex-conquête aux seins opulents, une bossue et la moitié des occupants de l'auberge.
À Dresde, il rencontre fortuitement sa mère, qui lui reproche de l'avoir négligée et à qui il fait de vaines promesses.
Au Wurtemberg, au milieu d'une beuverie, de plusieurs joueurs de grandes orgues et du vacarme, il se rend compte que ses récits invraisemblables n'intéressent plus personne. Il est subjugué par l'apparition d'un pantin mécanique représentant une femme, à qui il fait l'amour. Suit une nouvelle ellipse que l'on devine couvrir de nombreuses années.
En Bohême à Dux, où il occupe une charge de bibliothécaire, Casanova vieilli se bat pour son plat de macaronis. Il continue de jouer les amuseurs en société mais n'a plus rien de sa séduction d'antan : lorsqu'il déclame un poème au cours d'une réception, il suscite la moquerie d'une jeune femme.
Dans la scène finale, Casanova, vieillard fatigué et blafard, rêve de la tête de Vénus à Venise, d'Isabelle, de sa mère et du pape. Il retrouve surtout dans ce rêve le vrai amour de sa vie, qui n'est autre que le pantin mécanique.

## Fiche technique
- Titre original : Il Casanova di Federico Fellini
- Titre français : Le Casanova de Fellini
- Réalisation : Federico Fellini
- Scénario : Federico Fellini, Bernardino Zapponi, d'après Histoire de ma vie de Giacomo Casanova
- Direction artistique : Danilo Donati
- Décors : Federico Fellini, Danilo Donati
- Costumes : Danilo Donati
- Photographie : Giuseppe Rotunno
- Son : Oscar De Arcangelis
- Montage : Ruggero Mastroianni
- Musique : Nino Rota
- Chorégraphie : Gino Landi
- Production : Alberto Grimaldi
- Société de production : PEA
- Société de distribution : Gaumont Distribution
- Pays d'origine :  Italie
- Langues originales : italien, anglais, français, allemand
- Format : couleur (Technicolor) — 35 mm — 1,85:1 — son Mono
- Genre : Film historique
- Durée : 155 minutes
- Dates de sortie : 
  - Italie : 7 décembre 1976
  - France : 2 mars 1977, 11 décembre 2019 (ressortie)
- Affiches : Bill Gold (États-Unis), René Ferracci (France)

## Distribution
- Donald Sutherland (VF : Michel Piccoli) : Giacomo Casanova
- Tina Aumont : Henriette
- Cicely Browne : la marquise d'Urfé
- Mary Marquet : la mère de Casanova
- Daniel Emilfork : Marquis Du Bois
- Carmen Scarpitta : Madame Charpillon
- Diane Kurys : la fille de Madame Charpillon
- Mario Cencelli : Dr Mobius, l’alchimiste
- Olimpia Carlisi : Isabella, la fille de l'alchimiste
- Silvana Fusacchia : l'autre fille de l’alchimiste
- Adele Angela Lojodice : le pantin de bois
- Sandra Elanie Allen : la géante
- Luigi Zerbinati : le pape
- Clara Algranti : Marcolina
- Daniela Gatti : Giselda
- Margareth Clementi : sœur Maddalena
- Dan van Husen : Viderol
- Angelica Hansen : la bossue
- Dimitri Tamarov : l'aboyeur
- Clarissa Maryè Roll : Anna Maria, l'employée de Casanova
- Alessandra Belloni : la princesse
- Elisa Mainardi : une invitée
- Marika Rivera : Astrodi
- Marjorie Belle : Comtesse de Waldestein
- Micha Bayard : la propriétaire de l'atelier de couture
- Chesty Morgan : Barberina (rôle coupé au montage)
- Barbara Steele (rôle coupé au montage)
- Isabel Pisano
- Dudley Sutton : le duc de Wuertemberg
- John Karlsen : Lord Talou
- Harold Innocent : Comte Saint-Germain

## Production

### Genèse
Gianfranco Angelucci et Liliana Betti ont sorti, en 1975, le film Et le Casanova de Fellini ? (E il Casanova di Fellini?). Dans ce court film, cinq acteurs célèbres présentent ce que sera le Casanova de Fellini, qui reste à tourner, s'ils sont choisis. Ce « film sur le film », qui est en quelque sorte l'inverse d'un making of, est là pour faire patienter le producteur, car la gestation du film est difficile. Fellini s'est en effet engagé auprès de Dino De Laurentiis à réaliser un « Casanova », mais la lecture des mémoires de Casanova l'a prodigieusement agacé, car il trouve le personnage particulièrement imbu de lui-même et son récit ennuyeux, et il n'arrive pas à commencer. Au passage, le film de Gianfranco Angelucci doit aussi servir de casting à Fellini pour le rôle principal.
En 1973, De Laurentiis se retire de la production, officiellement parce que Fellini refusait de confier le rôle principal à Robert Redford, Marlon Brando, Al Pacino et Paul Newman et de tourner le film en langue anglaise. En 1974, le jeune Andrea Rizzoli, fils du célèbre producteur Angelo Rizzoli, récupère la production du film. Mais les retards et l'ambition démesurée de Fellini font gonfler les coûts de production et Rizzoli abandonne lui aussi.
C'est finalement Alberto Grimaldi qui prend le relais. Il exige avec autorité que les coûts soient maîtrisés et propose de tourner le film à Londres. Fellini, de son côté, se bat pour tourner les tableaux fastueux de Casanova dans les studios de Cinecitta et en langue italienne. Finalement, Grimaldi accepte de tourner en Italie, mais le film se fera en anglais en raison du marché international.

### Tournage
Quand le tournage débute, les relations entre Grimaldi et Fellini sont tendues. L'ampleur de la production est phénoménale. L'équipe atteint presque les cent personnes, le film compte des dizaines de rôles parlants, les décors faramineux recréant des parties d'Europe occupent presque tout Cinecitta et le budget, logiquement, explose. Les médias se font l'écho du tournage considéré comme le plus cher du cinéma européen. L'argent vient à manquer, en plein milieu des prises de vues, et Grimaldi licencie la quasi-totalité de l'équipe. Fellini, désespéré, se voit contraint de renoncer à des scènes entières de son œuvre.
Les deux hommes se livrent à une guerre verbale dans la presse. C'est de cette époque que date la célèbre réplique prononcée par Grimaldi : « Fellini est pire qu'Attila ! » Les deux hommes parviennent à un compromis et le tournage, coproduit par Daniel Toscan du Plantier, peut reprendre et aller jusqu'à son terme.
Dans un entretien filmé en 2004, Gianfranco Angelucci rapporte quelques détails :
- lors de la préparation du film, Fellini avait fait appel à son ami Gustavo Rol pour invoquer l'esprit de Casanova depuis l'au-delà ;
- sur la demande du metteur en scène, Donald Sutherland avait dû se raser l'avant du crâne pour ressembler aux croquis préparatoires de Fellini ;
- les séances de maquillage duraient quatre heures chaque jour ;
- rapidement, Donald Sutherland comprit que la seule manière de jouer qui satisfît Fellini était d'arriver épuisé au studio, après une course à pied à travers la ville depuis chez lui jusqu'à Cinecittà ;
- selon la méthode habituelle au réalisateur, le film était post-synchronisé : lors du tournage, Donald Sutherland parlait anglais et non italien, tandis que Fellini donnait à voix haute ses ordres et indications ;
- le film s'appelle  « Le Casanova de Fellini » pour bien souligner qu'il s'agit là de la vision toute personnelle de Fellini, et non d'une biographie objective.

On remarque les dessins de Roland Topor dans la scène de la lanterne magique, à l'intérieur de la baleine, qui traitent le thème de l'angoisse de l'homme face au sexe féminin.

### Bande originale
Nino Rota, collaborateur habituel de Fellini, signe la musique du film.
1. O Venezia, Venaga, Venusia
2. L'uccello magico
3. A pranzo dalla marchesa Dufrè
4. La Grande mouna (Tonino Guerra)
5. Canto della Buranella (A. Zanzotto, N. Rota)
6. L'uccello magico a Parigi
7. L'intermezzo de La Mante religieuse (Antonio Murri, N. Rota)
8. Pin Penin
9. L'uccello magico a Dresda (K.A. Wolken, N. Rota)
10. Ricordo di Henriette
11. L'uccello magico a Roma
12. Le Chasseur de Würtemberg (Karl A. Walken)
13. La Poupée automate

## Analyse du film

### Mémoires de l'exil et de la déchéance
Le film présente la vie de Casanova exilé de Venise. En effet, seule la scène avec la nonne n'appartient pas à une forme d'exil et les quelques frasques vénitiennes ou les souvenirs en prison ne sont proposés qu'en flash-back.
Le film se divise en deux temps importants :
- Le premier temps italien-français tourne en dérision le héros, pris dans des aventures qui toutes conservent un charme.
- Le second temps très sombre du film présente Casanova dans un parcours qui va de la France adorée à l'Allemagne conspuée. Ce second mouvement du film marque la décrépitude irrémédiable du personnage et son enfoncement dans la vacuité morale, existentielle et sexuelle au bout d'un parcours qui aura multiplié les rencontres érotiques originales : nonne, vieille, géante qui lui échappera au bout du songe, bossue, marionnette en bois, etc.

Si les saynètes régressives du début ont encore un aspect jubilatoire, le film prend progressivement une teinte glauque oppressante qui s'accentue avec la décadence du héros vieillissant.

### Un anti-héros
La beauté de Casanova, dans le film, est en même temps repoussante : fardé à l'extrême, la tête oblongue, enrobé de soies et de dentelles, il apparaît comme un personnage totalement artificiel.
Par opposition, les scènes érotiques, en sous-vêtements blancs, qui ne montrent jamais l'acte lui-même, le ramènent à la dimension innocente d'un enfant perdu, presque encore dans ses langes.
Le film de Fellini présente à plusieurs reprises le personnage en train de se vanter. Casanova s'exprime de façon emphatique et grandiloquente, montrant ainsi toute sa prétention. Fanfaron, il n'hésite pas à relever les défis les plus stupides, comme un bras de fer avec la géante ou le nombre de copulations en compétition avec un cocher. Face aux humbles, il a le port altier du noble, mais face aux puissants, il est servile, à la quête de leurs faveurs.
Il fait peu de cas des sentiments réels de ses partenaires ; ainsi la femme est réduite à un simple objet sexuel dans la scène de la compétition avec le cocher à Rome. Les femmes fortes, que ce soit physiquement ou moralement, l'intriguent et le fascinent.
Casanova est au mieux indifférent face à l'homosexualité, dans la scène où elle est suggérée par Daniel Emilfork et un éphèbe. Plus loin dans le film, il montre sa réprobation des relations sodomites entre deux officiers de la cour du Würtenberg. Ce thème est également traité par Fellini dans Les Vitelloni ou le Satyricon.
Il est accompagné d'un oiseau mécanique, qui accentue son côté prévisible et le caractère « mécanique » et répétitif de ses copulations. La scène avec la poupée mécanique souligne encore cet aspect du personnage.

### Le rêve et la déception
Le film est féerique d'un bout à l'autre, mais sur un mode moqueur. Il s'agit d'une figuration des forces de l'imaginaire, mais sur un plan volontairement décevant.
Le film s'ouvre sur une fête en l'honneur de Vénus dans la ville de Venise. C'est la célébration d'une image fantasmatique de la tête géante de Vénus sculptée qui sort de l'eau à mi-tête et sombre à nouveau. Cette catastrophe est révélatrice de la faillite de Casanova et l'image fait écho à une figuration antérieure dans Fellini Roma, lorsque les travaux du métro permettent de découvrir une villa romaine vieille de 2 000 ans aux fresques somptueuses, mais vouées à disparaître rapidement et irrémédiablement à cause de l'air qui s'engouffre dans ce monde englouti.
La scène inaugurale de la nonne est encadrée par les traversées d'aller et retour par Casanova d'une mer formée artificiellement de sacs-poubelle qui se gonflent et se dégonflent. Le procédé a déjà été utilisé concernant l'évanouissement du Rex dans Amarcord, et le sera à nouveau dans E la nave va. Il s'agit là d'une structure symbolique essentielle au cinéma fellinien. La mer, normalement associée à l'immensité et à un rêve d'évasion fédérateur, se réduit à une surface agitée de façon dérisoire.
À la fin du film, le Casanova vieilli et aigri se rêve à Venise, voyant fuir toutes ses conquêtes, moqué par sa mère et le pape, puis condamné à son maigre amour avec une marionnette en bois. La lagune est gelée et, en marchant sur la glace, Casanova entrevoit la tête enfouie de la Vénus prisonnière de l'implacable et vieux hiver.

## Anecdotes
- La grande Mona : le film commence par une scène dans le grand canal de Venise reconstitué avec 800 figurants. La grande Mona, une tête gigantesque de statue, est extraite de la vase. En dialecte vénitien, mona est un mot des plus crus pour nommer le sexe féminin. La grande Mona, c'est en fait la Vulve suprême[4].
- L'oiseau mécanique : lorsque Casanova honore ses conquêtes, il est toujours accompagné d'un curieux automate, un oiseau mécanique télescopique qui se déplie à côté du lit. Le mot uccello (oiseau) en italien est une allusion au sexe masculin.
- Scène homosexuelle censurée : Fellini avait tourné une scène dans laquelle Casanova faisait l'amour à un homme noir. Jugée scandaleuse, elle fut coupée au montage[4].
- L'actrice Sandy Allen : cette actrice, que Casanova caché observe en train de prendre son bain, était la plus grande femme du monde à l'époque (2,31 m).

## Accueil
« On reste confondu devant tant de provocante impudence, tant d'irrésistible mauvaise foi : Giacomo Casanova, fantasmé par Federico Fellini, est devenu un trompe-l’œil flamboyant, un cauchemar fantastique. Il ne s'agit plus d'une entorse à la vérité historique, c'est la vérité même qui est réinventée […]. Curieusement né du déplaisir, ce film baroque, époustouflant, ambigu, superbe, dévoile le visage d'ombre de Fellini. »

— François Forestier, L'Express, 21 février 1977

« Vous m'êtes presque toujours apparu, cher Federico, comme un génie de l'art baroque et de la caricature grotesque. Je ne vous ai jamais vu si féroce, à propos d'un sujet si négligeable. Les Don Juan ont droit, je le croyais, à plus de charité, de pitié chrétienne. Et ne peuvent-ils exiger un minimum de bonne foi ? Je vous prie de croire, cher Federico, à mon amitié néanmoins indéfectible. »

— Louis Chauvet, Le Figaro, 15 mars 1977

« Le film terminé, on ne peut s'empêcher de se poser une question. Quel compte Fellini, agissant ainsi, a-t-il eu le souci de régler ? Et avec qui ? Avec Casanova, avec la notion trop vantée du surhomme qui a fait tant de mal à l'humanité ? Avec les femmes ? Avec lui-même ? [...] Le drame de Fellini a peut-être été de refuser d'envisager un désastre auquel nous condamne déjà le jour de notre naissance. On ne se sauve pas d'un naufrage en regardant couler les autres. »

— François Chalais, Histoire Pour Tous, 1er mai 1977

« Je me dis qu'il n’y a pas de hasard et que Fellini et Kubrick sont allés chercher dans le XVIIIe siècle à peu près la même chose. Un sentiment. Très peu gai. Celui du rien : Barry Lyndon. Celui du vide : Casanova [...]. Fellini ne peut s'empêcher de céder parfois à l'ironie ou à l'attendrissement, mais on voit bien où il veut en venir, là précisément où Kubrick se tient, composant son film avec une énergie et un soin d’autant plus forcenés qu'il ne croit plus lui-même réellement à rien. »

— Claude-Jean Philippe, Le Matin, 8 mars 1977

« Sous ses couleurs éclatantes, dans son tourbillon, le film de Fellini a l'ampleur, la gravité d'un requiem. Requiem pour un fantoche démythifié, pour une civilisation moribonde. "Il me semble avoir toujours fait le même film", affirme Fellini. Et il est vrai que nous sommes ici aux portes d'un désespoir que nous connaissons bien. Mais qui, jamais, pour dire la vacuité de l'existence et l'approche de la mort, inventera des images aussi belles ? »

— Jean de Baroncelli, Le Monde, 3 mars 1977

« Le film décolle. Par excès d'animosité. Autant d'agressivité haineuse laisse rêveur. Fellini règle des comptes, c'est sûr. Avec l'homme-à-femmes, le séducteur-type à l'italienne (quel démon intime exorcise-t-il ?). Avec l'amour, avec la chair, avec le plaisir, avec la joie du corps (résurgence d'un vertuisme catholique ?). Ce Fellini-Casanova, explosion d'un pessimisme hargneux, tourne à la danse macabre [...]. Seul moment de repos, de tendresse : la géante de foire, épanouissement superlatif de la femme-mère, chante. Courte détente. Reprend aussitôt le furieux blizzard d'obscénités glaciales. Somptueux et grinçant, ce film fait froid. »

— Jean-Louis Bory, Le Nouvel Observateur, 28 février 1977

## Prix et récompenses
- Oscar de la meilleure création de costumes 1977 à Danilo Donati
- Prix David di Donatello de la meilleure musique de film 1977 à Nino Rota
- British Academy Film Award des meilleurs costumes 1978 à Danilo Donati
- British Academy Film Award de la meilleure direction artistique 1978 à Danilo Donati et Federico Fellini